# Billie Jean King Cup 2022
La Billie Jean King Cup 2022 è stata la 59ª edizione del più importante torneo tennistico per nazionali femminili che si tenne dall'11 aprile al 13 novembre 2022. La Russia era la detentrice del titolo ma, assieme alla Bielorussia, è stata sospesa da tutte le competizioni a squadre in seguito all'intervento militare russo in Ucraina. A vincere il torneo è stata la Svizzera, al suo primo successo, che in finale ha battuto l'Australia.

## Finali
Le finali della Billie Jean King Cup, consistono in quattro gironi composti da tre squadre. Le vincenti di ciascun girone, accedono alla semifinale. Alle finali prendono parte, oltre alle vincitrici del turno di qualificazione, la finalista della scorsa edizione, la nazione ospitante, più una wild-card. La vincitrice del 2021 (la Russia) poiché è stata esclusa dai tornei verrà rimpiazzata dalla semifinalista perdente con il ranking più alto (in questo caso l'Australia).
- Data: 8-13 novembre 2022
- Impianto: Emirates Arena
- Superficie: Cemento (indoor)

| Partecipanti | Partecipanti | Partecipanti | Partecipanti | Partecipanti | Partecipanti    |
| Australia    | Belgio       | Canada       | Rep. Ceca    | Italia       | Kazakistan      |
| Polonia      | Slovacchia   | Spagna       | Svizzera     | Stati Uniti  | Regno Unito (H) |
| ------------ | ------------ | ------------ | ------------ | ------------ | --------------- |

## Qualificazioni
Diciotto squadre avrebbero dovuto giocare per i nove posti nelle finali.
Le squadre originariamente erano:
- 10 classificate tra il terzo e il dodicesimo posto nelle finali della Billie Jean King Cup 2020-21,
- 7 vincitrici degli spareggi del 2020-21,
- 1 perdente degli spareggi della Billie Jean King Cup 2020-21, in base al ranking
- Le 9 squadre perdenti nel girone di qualificazione giocheranno i Play-off, contro le 9 nazioni promosse dai Gironi zonale Americhe, Europa/Africa e Asia/Oceania, per determinare quali disputeranno le qualificazioni nel 2023 e quali invece rimarranno nel Gruppo I nel 2023.

Tuttavia, prima del turno di qualificazione, in seguito alla sospensione di Russia e Bielorussia, il Belgio, che avrebbe dovuto giocare contro la Bielorussia, è stato ammesso direttamente alle finali. La Slovacchia, che avrebbe dovuto giocarsi le finali contro l'Australia, ha ricevuto un bye per le finali.
- Data: 15-16 aprile 2022

| Squadra di casa | Punteggio | Squadra ospite | Posto            | Impianto                      | Superficie      |
| --------------- | --------- | -------------- | ---------------- | ----------------------------- | --------------- |
| Australia [1]   | N.D.      | Slovacchia     | N.D.             | N.D.                          | N.D.            |
| Italia          | 3 – 1     | Francia [2]    | Alghero          | Tennis Club Alghero           | Cemento         |
| Stati Uniti [3] | 3 – 2     | Ucraina        | Asheville        | Asheville Civic Center        | Cemento (i)     |
| Rep. Ceca [4]   | 3 – 2     | Gran Bretagna  | Praga            | I. Czech Lawn Tennis Club     | Terra rossa     |
| Belgio          | w/o       | Bielorussia    | Adalia           | Megasaray Tennis Academy      |                 |
| Kazakistan      | 3 – 1     | Germania [6]   | Nur-Sultan       | Daulet National Tennis Centre | Terra rossa (i) |
| Canada [7]      | 4 – 0     | Lettonia       | Vancouver        | Pacific Coliseum              | Cemento (i)     |
| Paesi Bassi     | 0 – 4     | Spagna [8]     | 's-Hertogenbosch | Maaspoort                     | Terra rossa (i) |
| Polonia         | 4 – 0     | Romania [9]    | Radom            | Radom Sports Center           | Cemento (i)     |

## Play-off
Le otto nazionali vincenti parteciperanno alle qualificazioni della prossima edizione. Le otto nazionali perdenti retrocederanno nei rispettivi gruppi zonali.
- Data: 11-12 novembre 2022

Teste di serie
- Francia (#2)
- Germania (#10)
- Romania (#13)
- Lettonia (#16)
- Giappone (#18)
- Brasile (#19)
- Cina (#20)
- Serbia (#21)

Non teste di serie
- Messico (#22)
- Argentina (#23)
- Ungheria (#24)
- Ucraina (#26)
- Croazia (#29)
- Austria (#33)
- Slovenia (#36)
- Paesi Bassi (#37)

I play-off sono stati annunciati il 16 giugno.
| Squadra di casa | Punteggio | Squadra ospite | Posto           | Impianto                | Superficie      |
| --------------- | --------- | -------------- | --------------- | ----------------------- | --------------- |
| Francia [1]     | 3–1       | Paesi Bassi    | Le Portel       | Le Chaudron             | Cemento (i)     |
| Croazia         | 1–3       | Germania [2]   | Fiume           | Centar Zamet            | Cemento (i)     |
| Romania [3]     | 4–0       | Ungheria       | Oradea          | Sala Polivalentă        | Cemento (i)     |
| Austria         | 3–2       | Lettonia [4]   | Schwechat       | Multiversum Schwechat   | Terra rossa (i) |
| Giappone [5]    | 1–3       | Ucraina        | Tokyo           | Ariake Coliseum         | Cemento (i)     |
| Argentina       | 1–3       | Brasile [6]    | Tucumán         | Lawn Tennis Club        | Terra rossa     |
| Slovenia        | 3–1       | Cina [7]       | Velenje         | Bela Dvorana            | Terra rossa (i) |
| Messico         | 4–0       | Serbia [8]     | San Luis Potosí | Club Deportivo Potosino | Terra rossa     |

## Zona Americana

### Gruppo I
- Data: 13-16 aprile 2022
- Impianto: Salinas Golf and Tennis Club, Salinas, Ecuador
- Superficie: cemento

|  |    | Classifica finale  |
|  | -- | ------------------ |
|  | 1. | Brasile Messico    |
|  | 3. | Argentina Cile     |
|  | 5. | Colombia Ecuador   |
|  | 6. | Paraguay Guatemala |

## Zona Asia/Oceania

### Gruppo I
- Data: 12-16 aprile 2022
- Impianto: MTA Tennis Academy, Adalia, Turchia
- Superficie: terra rossa

|  |    | Classifica finale       |
|  | -- | ----------------------- |
|  | 1. | Cina Giappone           |
|  | 3. | Corea del Sud India     |
|  | 5. | Nuova Zelanda Indonesia |

## Zona Europa/Africa

### Gruppo I
- Data: 11-16 aprile 2022
- Impianto: MTA Tennis Academy, Adalia, Turchia
- Superficie: terra rossa

|  |                | Classifica finale                        |
|  | -------------- | ---------------------------------------- |
|  | 1. 2. 3. 4. 5. | Ungheria Slovenia Croazia Serbia Austria |
|  | 6.             | Turchia                                  |
|  | 7.             | Bulgaria                                 |
|  | 8.             | Danimarca Svezia                         |
|  | 10.            | Estonia Georgia                          |

### Gruppo II
- Data: 12-15 aprile 2022
- Impianto: Vierumaki, Finlandia
- Superficie: cemento (i)

|  |       | Classifica finale     |
|  | ----- | --------------------- |
|  | 1.    | Norvegia Egitto       |
|  | 3.    | Israele Lituania      |
|  | 5.    | Grecia                |
|  | 6. 7. | Lussemburgo Finlandia |

### Gruppo III
- Data: 7-11 giugno 2022
- Impianto: Bellevue Tennis Club, Dulcigno, Montenegro
- Superficie: terra

|  |     | Classifica finale    |
|  | --- | -------------------- |
|  | 1.  | Bosnia ed Erzegovina |
|  | 2.  | Marocco              |
|  | 3.  | Algeria              |
|  | 4.  | Moldavia             |
|  | 5.  | Montenegro           |
|  | 6.  | Cipro                |
|  | 7.  | Armenia              |
|  | 8.  | Ghana                |
|  | 9.  | Nigeria              |
|  | 10. | Mauritius            |
|  | 11. | Azerbaigian          |

- Data: 5-10 luglio 2022
- Impianto: Tennis Club Jug, Skopje, Macedonia del Nord
- Superficie: terra

|  |     | Classifica finale  |
|  | --- | ------------------ |
|  | 1.  | Portogallo         |
|  | 2.  | Macedonia del Nord |
|  | 3.  | Irlanda Kosovo     |
|  | 5.  | Malta Sudafrica    |
|  | 7.  | Islanda Albania    |
|  | 9.  | Botswana Burundi   |
|  | 11. | Kenya Seychelles   |
|  | 13. | Uganda             |
|  | 14. | Namibia            |